# Actinote equatoria
Actinote equatoria är en fjärilsart som beskrevs av Bates 1864. Actinote equatoria ingår i släktet Actinote och familjen praktfjärilar. Inga underarter finns listade i Catalogue of Life.